# Élections législatives luxembourgeoises de 1984
Les élections législatives de 1984 (en luxembourgeois : Chamberwale vum 17. Juni 1984 et en allemand : Kammerwahl vom 17. Juni 1984) ont eu lieu le 17 juin 1984 afin de désigner les soixante-quatre députés de la législature 1984-1989 de la Chambre des députés du Luxembourg.

## Résultats

### Résultats nationaux
|                        |                                                |           |       |      |        |               |  |  |  |  |  |  |  |  |
| Partis                 | Partis                                         | Voix      | %     | +/-  | Sièges | +/-           |  |  |  |  |  |  |  |  |
|                        | Parti populaire chrétien-social (CSV)          | 1 148 085 | 34,89 | 0,38 | 25     | 1             |  |  |  |  |  |  |  |  |
|                        | Parti ouvrier socialiste luxembourgeois (LSAP) | 1 104 740 | 33,57 | 9,31 | 21     | 7             |  |  |  |  |  |  |  |  |
|                        | Parti démocratique (DP)                        | 614 627   | 18,68 | 2,64 | 14     | 1             |  |  |  |  |  |  |  |  |
|                        | Parti de l'alternative verte (GAP)             | 169 862   | 5,16  | 5,16 | 2      | Nv.           |  |  |  |  |  |  |  |  |
|                        | Parti communiste luxembourgeois (KPL)          | 165 960   | 5,04  | 0,79 | 2      | en stagnation |  |  |  |  |  |  |  |  |
|                        | Parti socialiste indépendant (PSI)             | 81 002    | 2,46  | 0,26 | 0      | 1             |  |  |  |  |  |  |  |  |
|                        | Ligue communiste révolutionnaire (LCR)         | 6 686     | 0,20  | 0,03 | 0      | en stagnation |  |  |  |  |  |  |  |  |
| Total des voix         | Total des voix                                 | 3 290 962 | 100   |      |        |               |  |  |  |  |  |  |  |  |
|                        |                                                |           |       |      |        |               |  |  |  |  |  |  |  |  |
| Votes valides          | Votes valides                                  | 179 994   | 93,92 |      |        |               |  |  |  |  |  |  |  |  |
| Votes blancs et nuls   | Votes blancs et nuls                           | 11 657    | 6,08  |      |        |               |  |  |  |  |  |  |  |  |
| Total                  | Total                                          | 191 651   | 100   | -    | 64     | 5             |  |  |  |  |  |  |  |  |
| Abstentions            | Abstentions                                    | 24 141    | 11,19 |      |        |               |  |  |  |  |  |  |  |  |
| Inscrits/Participation | Inscrits/Participation                         | 215 792   | 88,81 |      |        |               |  |  |  |  |  |  |  |  |

### Résultats par circonscription
| Sud Est Centre Nord |

| Circonscriptions         | Circonscriptions         | Sud       | Sud       | Sud    | Sud           | Est     | Est     | Est    | Est           | Centre    | Centre    | Centre | Centre        | Nord    | Nord    | Nord   | Nord          |
| ------------------------ | ------------------------ | --------- | --------- | ------ | ------------- | ------- | ------- | ------ | ------------- | --------- | --------- | ------ | ------------- | ------- | ------- | ------ | ------------- |
|                          |                          |           |           |        |               |         |         |        |               |           |           |        |               |         |         |        |               |
| Sièges                   | Sièges                   | 25        | 25        | 25     | 1             | 7       | 7       | 7      | 1             | 23        | 23        | 23     | 3             | 9       | 9       | 9      | en stagnation |
|                          |                          |           |           |        |               |         |         |        |               |           |           |        |               |         |         |        |               |
|                          |                          | Nombre    | Nombre    | %      | %             | Nombre  | Nombre  | %      | %             | Nombre    | Nombre    | %      | %             | Nombre  | Nombre  | %      | %             |
| Total des voix           | Total des voix           | 1 703 317 | 1 703 317 | 100,00 | 100,00        | 136 852 | 136 852 | 100,00 | 100,00        | 1 212 024 | 1 212 024 | 100,00 | 100,00        | 238 769 | 238 769 | 100,00 | 100,00        |
| Valides                  | Valides                  | 73 086    | 73 086    | 94,02  | 94,02         | 20 921  | 20 921  | 94,22  | 94,22         | 57 331    | 57 331    | 93,63  | 93,63         | 28 656  | 28 656  | 94,01  | 94,01         |
| Blancs et nuls           | Blancs et nuls           | 4 646     | 4 646     | 5,98   | 5,98          | 1 284   | 1 284   | 5,78   | 5,78          | 3 902     | 3 902     | 6,37   | 6,37          | 1 825   | 1 825   | 5,99   | 5,99          |
| Votants                  | Votants                  | 77 732    | 77 732    | 100,00 | 100,00        | 22 205  | 22 205  | 100,00 | 100,00        | 61 233    | 61 233    | 100,00 | 100,00        | 30 481  | 30 481  | 100,00 | 100,00        |
| Abstentions              | Abstentions              | 8 947     | 8 947     | 10,32  | 10,32         | 3 111   | 3 111   | 12,29  | 12,29         | 8 370     | 8 370     | 12,03  | 12,03         | 3 713   | 3 713   | 10,86  | 10,86         |
| Inscrits / Participation | Inscrits / Participation | 86 679    | 86 679    | 89,68  | 89,68         | 25 316  | 25 316  | 87,71  | 87,71         | 69 603    | 69 603    | 87,98  | 87,98         | 34 194  | 34 194  | 89,14  | 89,14         |
|                          |                          |           |           |        |               |         |         |        |               |           |           |        |               |         |         |        |               |
| Partis                   | Partis                   | Voix      | %         | Sièges | +/−           | Voix    | %       | Sièges | +/−           | Voix      | %         | Sièges | +/−           | Voix    | %       | Sièges | +/−           |
|                          | CSV                      | 543 513   | 31,91     | 8      | en stagnation | 57 989  | 42,37   | 3      | en stagnation | 437 313   | 36,08     | 9      | 1             | 109 270 | 45,76   | 5      | en stagnation |
|                          | LSAP                     | 703 259   | 41,29     | 11     | 3             | 35 224  | 25,74   | 2      | 1             | 307 584   | 25,38     | 6      | 2             | 58 673  | 24,57   | 2      | 1             |
|                          | DP                       | 199 874   | 11,73     | 3      | 1             | 37 501  | 27,40   | 2      | en stagnation | 314 742   | 25,97     | 7      | en stagnation | 62 510  | 26,18   | 2      | en stagnation |
|                          | GAP                      | 96 774    | 5,68      | 1      | 1             |         |         |        |               | 73 088    | 6,03      | 1      | 1             |         |         |        |               |
|                          | KPL                      | 124 216   | 7,29      | 2      | en stagnation | 2 844   | 2,08    | 0      | en stagnation | 35 191    | 2,90      | 0      | en stagnation | 3 709   | 1,55    | 0      | en stagnation |
|                          | PSI                      | 31 634    | 1,86      | 0      | Nv            | 3 294   | 2,41    | 0      | Nv            | 41 467    | 3,42      | 0      | 1             | 4 607   | 1,93    | 0      | Nv            |
|                          | LCR                      | 4 047     | 0,24      | 0      | en stagnation |         |         |        |               | 2 639     | 0,22      | 0      | en stagnation |         |         |        |               |

### Composition de la Chambre des députés
| Sud | Est | Centre | Nord |
| --- | --- | --- | --- |
| 1. Jean Asselborn (LSAP) 2. Josy Barthel (DP) 3. Benny Berg (LSAP) 4. Nicolas Birtz (LSAP) 5. Aloyse Bisdorff (KPL) 6. Alex Bodry (LSAP) 7. Joseph Brebsom (LSAP) 8. François Colling (CSV) 9. Marcelle Lentz-Cornette (CSV) 10. Camille Dimmer (CSV) 11. Willy Dondelinger (LSAP) 12. Nicolas Eickmann (LSAP) 13. Lydie Err (LSAP) 14. Jean-Pierre Glesener (CSV) 15. Henri Grethen (DP) 16. Muck Huss (GAP) 17. Jean-Claude Juncker (CSV) 18. René Mart (DP) 19. Jacques F. Poos (LSAP) 20. Viviane Reding (CSV) 21. Jean Regenwetter (LSAP) 22. Jean Spautz (CSV) 23. Maurice Thoss (LSAP) 24. René Urbany (KPL) 25. Michel Wolter (CSV) | 1. Fernand Boden (CSV) 2. Victor Braun (DP) 3. Paul Helminger (DP) 4. Marcel Schlechter (LSAP) 5. Aly Schroeder (LSAP) 6. Jean-Pierre Urwald (CSV) 7. Pol Wagener (CSV) | 1. Hary Ackermann (LSAP) 2. Léon Bollendorff (CSV) 3. Anne Wagner-Brasseur (DP) 4. Nicolas Estgen (CSV) 5. Marc Fischbach (CSV) 6. Colette Flesch (DP) 7. Robert Goebbels (LSAP) 8. Jean Hamilius (DP) 9. René Hengel (LSAP) 10. René Kollwelter (LSAP) 11. Boy Konen (DP) 12. Émile Krieps (DP) 13. Robert Krieps (LSAP) 14. Astrid Lulling (CSV) 15. Carlo Meintz (DP) 16. Nicolas Mosar (CSV) 17. Ernest Mühlen (CSV) 18. Lydie Wurth-Polfer (DP) 19. Fernand Rau (CSV) 20. Jacques Santer (CSV) 21. Erna Hennicot-Schoepges (CSV) 22. Jup Weber (GAP) 23. Joseph Wohlfart (LSAP) | 1. Jean-Pierre Dichter (CSV) 2. Charles Goerens (DP) 3. René Hübsch (DP) 4. Marie-Josée Jacobs (CSV) 5. Édouard Juncker (CSV) 6. René Steichen (CSV) 7. Camille Weiler (LSAP) 8. Lucien Weiler (CSV) 9. Georges Wohlfart (LSAP) |